# Вильгельм Эрнст Саксен-Веймар-Эйзенахский
Великий герцог Вильгельм Эрнест Карл Александр Фридрих Генрих Бернхард Альберт Георг Герман Саксен-Веймар-Эйзенахский (нем. Wilhelm Ernst Karl Alexander Friedrich Heinrich Bernhard Albert Georg Hermann von Sachsen-Weimar-Eisenach; 10 июня 1876, Веймар — 24 апреля 1923, Хайнрихау) — последний великий герцог Саксен-Веймар-Эйзенахский, генерал-лейтенант прусской и саксонской службы.

## Биография
Вильгельм Эрнст был старшим сыном Карла Августа и Паулины Саксен-Веймар-Эйзенахской и внуком великого герцога Карла Александра Саксен-Веймар-Эйзенахского. Его отец умер в 1894 году, поэтому Вильгельм Эрнст наследовал своему деду.
Великий герцог Саксен-Веймарский (05.01.1901 — 09.11.1918). Числился (09.06.1901 — 09.11.1918) и состоял шефом (18.12.1907 — 1914) в российском 30-м драгунском (10-м гусарском) Ингерманландском полку.
Современники[кто?] описывали Вильгельма Эрнста как человека сложного и неприятного характера: бешеного, закрытого и вспыльчивого, при этом невысокого роста и расположенного к полноте. Хозяйка известного в Берлине светского салона баронесса Шпитцемберг называла его «совершенно непослушным и глупым для принца», а придворная дама королевы Эммы ван дер Полл возмущалась его манере общаться криками.
В соответствии с конституцией Нидерландов Вильгельм Эрнст был следующим наследником нидерландского престола после королевы Вильгельмины. Однако сам Вильгельм был крайне непопулярен даже в самой Германии и собственном княжестве, а его манеры и поведение откровенно пугали. В начале XX века в Нидерландах царили опасения роста германского влияния или даже аннексии Нидерландов Германией, и некоторые нидерландские юристы пытались даже переписать конституцию страны, только чтобы исключить Вильгельма Эрнста из линии наследования. Другой устраивавший нидерландцев вариант заключался в том, что Вильгельм Эрнст либо его потомок в случае, если Вильгельмина умрёт бездетной, должен был бы выбирать между нидерландским троном и троном Саксен-Веймар-Эйзенаха. Но в 1909 году у Вильгельмины родилась дочь Юлиана, и это уменьшило шансы саксен-веймар-эйзенахской династии на занятие нидерландского трона, а в 1922 году конституция Нидерландов была изменена, оставив право наследования престола лишь за потомками Вильгельмины.
В связи с тем, что у Вильгельма Эрнста долгое время не было детей, наследником престола великого герцогства поначалу был Герман Саксен-Веймар-Эйзенахский (1886—1964), сын Вильгельма Саксен-Веймар-Эйзенахского (1853—1924), сына Германа Саксен-Веймар-Эйзенахского (1825—1901), который был сыном Карла Бернхарда Саксен-Веймар-Эйзенахского (1792—1862) — младшего сына великого герцога Карла Августа (1757—1828)). Однако в 1909 году за неподобающее поведение Герман был изгнан из армии, лишён герцогского титула и исключён из линии наследования, и новым наследником трона великого герцогства стал младший брат Германа — Альбрехт. Альбрехт оставался наследником престола до рождения в 1912 году сына у Вильгельма Эрнста.
Вильгельм Эрнст привлёк ведущих архитекторов и меценатов своего времени, Ханса Олда, Гарри Кесслера, Генри ван де Вельде, Адольфа Брюльта, Теодора Фишера, Макса Литтмана, чтобы перестроить городской центр Веймара и Йенский университет, культурных центров Германии, хотя подвергался критике из-за своих консервативно-прусских взглядов — социолог Макс Вебер назвал Вильгельма Эрнста «издевательством над этим местом».
После поражения Германии в Первой мировой войне Вильгельм Эрнст был вынужден 9 ноября 1918 года отречься от престола. В связи с тем, что его имущество в Саксонии было национализировано, он переехал в принадлежавший семье замок в Силезии, где и скончался через несколько лет.

## Награды
- Орден Андрея Первозванного (1901)
- Орден святого Александра Невского (ок. 1901)

## Семья и дети
30 апреля 1903 года Вильгельм Эрнст женился в Бюккебурге на принцессе Каролине Рейсс-Грейцской (1884—1905), третьей дочери князя Генриха XXII Рейсского и его супруги принцессы Иды Шаумбург-Липпской. Детей у них не было. Каролина скончалась в 1905 году при невыясненных обстоятельствах: официальной причиной смерти была названа пневмония, однако ходили слухи о самоубийстве.
21 января 1910 года Вильгельм Эрнст женился в Мейнингене на принцессе Феодоре (Теодоре) Саксен-Мейнингенской (1890—1972), дочери принца Фридриха Саксен-Мейнингенского и Аделаиды Липпе-Бистерфельдской. У них родилось четверо детей:
- София Луиза Аделаида Мария Ольга Карола (20 марта 1911 — 21 ноября 1988), жена с 1938 года Фридриха Гюнтера, князя Шварцбурга (1901—1971)
- Карл Август Вильгельм Эрнст Фридрих Георг Иоганн Альбрехт (28 июля 1912 — 14 октября 1988), глава Саксен-Веймар-Эйзенахского дома (1923—1988), женат с 1944 года на баронессе Элизабет Вангенхайм-Винтерштайн (1912—2010)
- Бернхард Фридрих Виктор (3 марта 1917 — 23 марта 1986), женат (1943—1956) на Фелиситас цу Зальм-Хорстмар (род. 1920)
- Георг Вильгельм Альбрехт Бернхард (24 ноября 1921 — 11 марта 2011), женат с 1953 года на Гизеле Ениш (1930—1989). В 1953 году изменил своё имя на Йорг Брена и отказался от прав на наследство